# Словенске Криве
Словенске Криве (на словашки: Slovenské Krivé) е село в Източна Словакия, в Прешовски край, в окръг Хумене. Според Статистическа служба на Словашката република към 31 декември 2020 г. селото има 117 жители.
Разположено е на 246 m надморска височина, на 22 km северно от Хумене. Площта му е 6,39 km². Кмет на селото от 2018 г. е Марек Балица.